# Фалер, Франц-Карл-Фридрих Иосифович фон
Барон Франц-Карл-Фридрих Иосифович фон Фалер (нем. Frans Carl Fredrik Josef von Pfaler; 19 августа 1865, Таммерфорс, Великое княжество Финляндское — 3 марта 1937, Брюссель, Бельгия) — российский и финляндский военный и государственный деятель, генерал-майор (1912), выборгский губернатор (1910—1917).

## Биография
Окончил Финляндский кадетский корпус в чине корнета (старшинство — 07.08.1887) и с 7 августа 1887 года поступил на военную службу в Кирасирский Его Величества лейб-гвардии полк. Произведён в поручики (старшинство 07.08.1891); штабс-ротмистры (старшинство 30.08.1892); ротмистры (старшинство 03.06.1893).
С 20 марта по 23 декабря 1899 года находился в запасе.
С 23 декабря 1899 по 25 февраля 1904 года был в должности штаб-офицера для особых поручений при начальнике Закаспийской области. В 1901 году «за отличие» произведён в подполковники (старшинство 26.02.1901).
С 16 марта 1904 года был нештатным помощником Асхабатского уездного начальника, с 1905 года — исполняющим должность начальника Мангышлакского уезда, а с 23 марта 1906 года — исполняющим должность Мервского уездного начальника. Участник Русско-японской войны. В 1906 году «за отличие» произведён в полковники (старшинство 06.12.1906).
С 6 декабря 1906 по 16 декабря 1910 года был Мервским уездным начальником.
16 декабря 1910 года назначен выборгским губернатором и оставался в этой должности до 1917 года. В 1912 году «за отличие» произведён в генерал-майоры (старшинство 06.12.1912). В результате Февральской революции 1917 года отправлен в отставку с должности губернатора и с военной службы.
Участник Белого движения на северо-западе России. В эмиграции в Бельгии.

## Награды
- Орден Святого Станислава III степени (1905)
- Медаль «В память русско-японской войны» из тёмной бронзы (1906)
- Орден Святого Станислава II степени
- Орден Святой Анны III степени
- Орден Святого Владимира III степени (ВП 22.03.1915)
- Командор Ордена Меча 1 класса
- Орден Благородной Бухары II степени
- Орден Благородной Бухары III степени

## Семья
- Отец — Франц Фредерик фон Фалер (нем. Frans Fredrik von Pfaler; 16.10.1792, Лембойс — 26.06.1871, там же), полковник.
- Мать — Ева Августа фон Кнорринг (22.09.1825, Фридрихсгам — 19.06.1905, Борго);
- Жена — Наталья Николаевна Куколь-Яснопольская (12.6.1886, Гродно — 1957, Брюссель). С 1918 года в разводе;
  - Сын — Ростислав (31.8.1904, Ашхабад — 24.2.1970, Брюссель);
  - Дочь — Наталия (в замужестве — Шлиппе (Schlippe); 03.04.1906, Теджен — 1998, Брюссель);
  - Дочь — Светлана (18.11.1908, Мерв — неизв.), в замужестве с 29 апреля 1933 года за Кирилл Kousoff (4.01.1904, СПб — ?).